# Kanton Riez
Kanton Riez (franc. Canton de Riez) – kanton w okręgu Digne-les-Bains w departamencie Alpy Górnej Prowansji (franc. Alpes-de-Haute-Provence) w regionie Prowansja-Alpy-Lazurowe Wybrzeże (franc. Provence-Alpes-Côte d’Azur). W jego skład wchodzi 9 gmin:
- Allemagne-en-Provence
- Esparron-de-Verdon
- Montagnac-Montpezat
- Puimoisson
- Quinson
- Riez
- Roumoules
- Saint-Laurent-du-Verdon
- Sainte-Croix-du-Verdon[2]

W kantonie w 2012 roku zamieszkiwało 5 276 osób.